# Томас, Крис
Крис Томас (англ. Chris Thomas; 13 января 1947, Великобритания) — британский музыкальный продюсер и звукорежиссер, на протяжении своей деятельности интенсивно сотрудничавший, в частности, с такими артистами и группами, как The Beatles, Pink Floyd, Procol Harum, Roxy Music, Badfinger, Элтон Джон, Пол Маккартни, Pulp и The Pretenders. Он также продюсировал «прорывные» (breakthrough) альбомы групп The Sex Pistols и INXS.

## Ранние годы
Томас родился 13 января 1947 года недалеко от западной окраины Лондона, в районе Пэривэйл (англ. Perivale) графства Мидлсекс. В детстве получил классическое музыкальное образование по игре на виолончели и фортепиано. В юности начал играть на бас-гитаре в лондонских поп-группах — в том числе в какой-то момент в 1966-м отказавшись играть с Джими Хендриксом и Митчем Митчелом, ещё до того, как к Хендриксу пришла известность и слава. Крис вспоминал о том эпизоде: «Я был знаком с Митчем Митчелом. Их группа Georgie Fame & the Blue Flames развалилась, и как-то Митч приходит ко мне и говорит: „Ты, кажется, на басу играешь?“ Я отвечаю: „Да“. Он говорит: „Я собираюсь ехать в Германию порепетировать с одним американским парнем, который играет на гитаре и задом наперёд, и за спиной, и зубами, и всяко. Поедешь?“. Я подумал, что такой гитарист — это, наверно, какой-то эксгибиционист, и поэтому ответил: „Нет, я не поеду.“ А через несколько месяцев смотрю по телевизору шоу Ready Steady Go! — а там этот самый парень-американец, которого зовут Джими Хендрикс, играет „Hey Joe“ с Митчем на барабанах…»
Через несколько лет Томас пришел к выводу, что ему неинтересно больше пытаться делать карьеру как музыканту. В интервью в 1968 году он отмечал: «Я понял, что будучи в составе группы, я завишу от других людей; и я также понял, что даже если я и добьюсь успеха как член группы, мне всё равно больше будет хотеться засесть в студии и просто записываться. Мне стало неинтересно выступать со сцены.»
Сейчас проживает в Лондоне.

## Сессии звукозаписи с The Beatles
Решив заняться звукозаписью как основной профессией, Томас написал продюсеру The Beatles Джорджу Мартину о том, что подыскивает работу, и в 1967 году был принят на работу как ассистент в AIR, независимую звукозаписывающую компанию, основанную в 1965 Мартином и тремя другими продюсерами из EMI. Томасу было разрешено присутствовать и помогать в работе на сессиях звукозаписи The Hollies, и в 1968 — на сессиях звукозаписи The Beatles, когда они записывали материал для альбома The Beatles (известного также как «Белый альбом»).
Где-то в середине сессий Мартин решил взять небольшой отпуск и попросил Томаса замещать его на это время в качестве продюсера. Как вспоминал Томас: «Я только что вернулся с выходных в офис, и когда я вошел, увидел на столе небольшое письмо, в котором говорилось „Дорогой Крис, надеюсь, у вас были неплохие выходные. Меня тут нет. Сделайте себя доступными для The Beatles. Нил и Мэл знают, что вы спускаетесь вниз, в студию.“ … Я испугался и не мог говорить несколько часов! Кен Скотт, звукоинженер, занимался самим процессом записи. Ему было 21, мне 22 года. Парню, который управлял магнитофоном — около 20-ти… The Beatles полностью игнорировали меня, и я дико волновался. Потом после трех или четырёх часов работы они устроили небольшой перерыв, и… что я слышу?! Джон Леннон говорит: „А он неплохо управляется с делом, не так ли?“… Так что я вернулся назад наверх в контрольную комнату, а они снова начали работать — и тут кто-то из них ошибся, а я нажал на пульте клавишу, чтобы прервать их, и сказал: „Давайте ещё раз“. А в студии сигнал прерывания звучит как клаксон — такой жуткий звук РРРРРААААУУУ! (смеется) А они там не слышали этой ошибки, поэтому поднялись в контрольную комнату, чтобы послушать, что произошло. И я подумал: „Господи, если мне показалось, если это была галлюцинация — у меня будут большие проблемы…“ Но они послушали, потом пошли обратно вниз — и начали снова».
(см. также об атмосфере в студии при записи «Helter Skelter», когда Крис Томас замещал Джорджа Мартина)
В интервью Томас отмечал, что он играл на клавишных в пяти песнях: «Happiness Is a Warm Gun», на меллотроне в «The Continuing Story of Bungalow Bill», на пианино в «Long, Long, Long» и «Savoy Truffle», а также на клавесине в «Piggies». В номере журнала Billboard от 6 марта 1993 указано, что по данным архива Профсоюза музыкантов (англ. Musicians Union records) Томас получил оплату за игру на четырёх песнях: на клавесине в «Piggies» и «Not Guilty» (песня Джорджа Харрисона, не вошедшая в «Белый альбом» и выпущенная Харрисоном в 1979 в альбоме George Harrison; в записи The Beatles вышла в 1996 в альбоме Anthology 3), на меллотроне в «The Continuing Story of Bungalow Bill», и на пианино в «Long, Long, Long».
Поскольку в буклете альбома не указаны данные по музыкантам, принимавшим участие в записях каждой песни по отдельности (а и сами участники The Beatles, и Джордж Мартин тоже часто на записях играли на клавишных), а также поскольку монофонические и стереофонические версии миксов различаются, невозможно точно установить, в каких именно финальных миксах можно услышать исполнение партий на клавишных именно Томасом. Некоторые исследователи определяют, что Томас играет в трёх песнях,, некоторые — что только в двух, другие — что в несколько большем или меньшем их количестве.
Томас не был официально указан как продюсер или сопродюсер «Белого альбома», однако в некоторых таблицах, где отмечаются данные по сессиям звукозаписи для этого альбома, он отмечен как сопродюсер.

## Начало самостоятельной работы
В конце 1968 года Томас впервые был указан как продюсер альбома: это был альбом The Climax Chicago Blues Band группы Climax Blues Band.
Procol Harum стали первой группой, работая с которой, Томас был доволен результатом, продюсируя в 1970 и 1971 их альбомы Home, Broken Barricades и Procol Harum Live with the Edmonton Symphony Orchestra.
Вскоре Томас съездил в Лос-Анджелес, чтобы продюсировать там альбом Кристофера Милка (англ. Christopher Milk) Some People Will Drink Anything (Warner Bros / Reprise), вышедший в 1972 году, и встретил Джона Кейла (экс-Velvet Underground), который пригласил Томаса продюсировать его четвёртый сольный альбом Paris 1919 (выпущен в 1973) на AIR Studios (студия Джорджа Мартина).
Во время сессий звукозаписи с Джоном Кейлом Томас повстречал солиста и автора песен группы Roxy Music Брайана Ферри, который попросил Томаса продюсировать второй альбом группы, For Your Pleasure. Сотрудничество Томаса и Roxy Music продолжилось — они совместно записали четыре альбома: Stranded, Country Life, Siren и Viva!.

## Сессии звукозаписи с Pink Floyd
В 1973 году, когда Томас работал со всё более нарастающим интересом, он получил предложение от группы Pink Floyd принять участие в сведении (микшировании) их альбома The Dark Side of the Moon. В их совместном (группы и Томаса) интервью Томас рассказал, в частности, что он закончил работу над альбомом в полночь и поехал на AIR Studios, чтобы там продолжать работать до пяти часов утра над альбомом Procol Harum Grand Hotel.
В интервью, данном в феврале 1993, гитарист Pink Floyd Дэвид Гилмор определил роль Томаса в работе над The Dark Side of the Moon как судьи в спорах (англ. referee for arguments) между ним, Гилмором, и бас-гитаристом группы Роджером Уотерсом.
«Я хотел, чтобы Dark Side был большим, вязким, влажным, с реверберациями и всякими штуками вроде этого. А Роджеру очень хотелось, чтобы альбом звучал „сухо“. Я думаю, он был под большим влиянием первого сольного альбома Леннона John Lennon/Plastic Ono Band, который звучал очень сухо. Мы так много спорили, что наконец нам понадобилось чьё-то третье мнение. Мы пошли и позвали Криса смикшировать альбом как он захочет, а Алан Парсонс будет ему помогать как звукоинженер. Ну и, конечно, в первый же день я узнал, что Роджер прокрался туда, где они занимались сведением. А во второй день я прокрался туда. А потом мы оба сидели за плечами Криса и пытались вмешиваться. К счастью, Крису оказалась больше по нраву моя точка зрения, чем мнение Роджера.»
Томас оспаривает рассказ Гилмора, говоря: «Они все там были всё время, потому мы записывали основные партии и добавляли к записи всякие штуки в то же время, вперемешку со микшированием. И, в сравнении с кое-чем, о чём я читал в последние десять лет, в студии была вполне себе неплохая атмосфера.»
В 1994 Томас помог Гилмору сделать микширование ещё одного альбома Pink Floyd, The Division Bell (выпущен в 1994). Также Томас был сопродюсером сольного альбома Гилмора On an Island (выпущен в 2006).

## Сессии звукозаписи с Badfinger
Томас спродюсировал три альбома пауэр-поп-группы Badfinger на закате их карьеры — Ass, выпущенный в 1973 году, и два альбома 1974 года — Badfinger и Wish You Were Here. Ass первоначально был спродюсирован самими Badfinger, но группа позднее признала, что они не в состоянии заниматься этим сами. Участники группы Пит Хэм (англ. en:Pete Ham) и Том Эванс (англ. Tom Evans) попросили Томаса помочь почистить уже существующие записи и сделать несколько новых треков. Но несмотря на то, что альбом Badfinger с самого начала был признан критиками как успешная работа Томаса как продюсера, ни один из альбомов не оказался коммерчески успешным. Перед началом работы над их третьим совместным альбомом Томас встретился с группой и попросил их сконцентрироваться на том, чтобы сделать наилучшую запись из того, на что они способны. В результате альбом Wish You Were Here получил наиболее положительные отклики в прессе, включая журнал Rolling Stone. Томас позднее рассказывал:
«Я считаю, это как бы вернуло нас с группой к нашей первой встрече. Мы подумали: „Мы пробьёмся“. Они проявили себя как великие авторы песен и певцы. Мне кажется, это лучший альбом, который я на тот момент сделал.»
Томас вспоминал, как он был весьма разочарован, когда узнал, что Wish You Were Here был снят с продаж всего лишь через четыре месяца после выхода в свет, из-за юридических проблем между Badfinger и лейблом Warner Brothers Records.

## Сессии звукозаписи с the Sex Pistols
В 1976 Малкольм Макларен, менеджер Sex Pistols, попросил Томаса спродюсировать дебютный сингл группы. Томас вспоминал: «Когда я впервые услышал демозаписи Sex Pistols, которые они дали мне, я подумал: „А пожалуй, потенциально это может быть лучшая британская группа после The Who. И снова это всего три инструмента — гитара, бас и барабаны.“ Первый сингл был с песней Anarchy in the UK, которая была сделана очень впечатляюще… В Anarchy слышатся как будто десятки гитар; я, конечно, сделал гитарные партии более организованными, в некоторых ударных долях сделал дабл-трекинг, разделил части, кое-что добавил и т. д.… Это было довольно трудно. С вокалом тоже пришлось потрудиться.»
Коллеги Томаса по индустрии звукозаписи были в ужасе от того, что он связался с Sex Pistols — особенно от того, что он стал продюсировать записи группы в то же самое время, когда он работал с Полом Маккартни (над записями, которые вошли в альбом Wings Back to the Egg). Одним из результатов его работы с группой было также одно из самых курьезных обозначений (most curious album credits) Томаса в альбомах, над которыми он работал. Сопродюсер Билл Прайс объяснял: «Простые факты из того, что происходило, когда Крис был нанят Малкольмом (Маклареном) для работы над серией синглов Sex Pistols. Малкольм нанял меня, чтобы я сделал несколько треков Sex Pistols для альбома. Жизнь немного сложнее, чем мы думаем — поэтому те несколько треков, что я сделал, Крис переделал для синглов. Кроме этого, Крис начал работу над несколькими треками, от которых отказались как от пригодных для синглов — и я их переделал как треки для альбома. В результате, когда мы вроде бы закончили альбом, у нас для большого количества песен оказалось по две версии. Я не мог понять, зачем Малкольм придерживается этого дробления и метания между разными версиями разных песен. Постепенно до меня и до Криса начало доходить, что Малкольм просто пытается усидеть между двух стульев и не заплатить ни мне, ни Крису. Тут мы оба вместе ему сказали: „Вот что, Малкольм. Что бы там дальше ни было с альбомом Sex Pistols — его делали мы, Билл и Крис, и ты можешь отдать нам всю сумму за работу, ну а уж как мы её разделим между собой — это наше дело.“ Мы ему так и сказали. А он тогда отдал распоряжение сделать эту очень странную надпись — просто потому что конверты для дисков печатались задолго до того, как будет окончательно решено, какую версию какой песни поместят в альбом. Если бы к тому моменту было принято решение в пользу версий кого-то одного из нас, на конверте было бы напечатано „продюсер Билл Прайс“ или „продюсер Крис Томас“. А в результате написано — „продюсер Билл Прайс или Крис Томас“ (англ. produced by Bill Price or Chris Thomas).»
(об этом см. также в статье об альбоме Never Mind the Bollocks, Here’s the Sex Pistols)
В 2007 году Томас спродюсировал новую студийную запись песни «Pretty Vacant» для использования в новой видеоигре Skate. На этой новой версии, записанной в Лос-Анджелесе в июле 2007 года, играли Джон Лайдон, Стив Джонс и Пол Кук; из состава, записывавшего первоначальную версию, отсутствовал только Глен Мэтлок.

## Работа с другими артистами
Томас также играл на синтезаторе Муга в песне «Son Of My Father» группы Chicory Tip, вместе с барабанами, очень похоже на звучание в песне «Itchycoo Park» группы The Small Faces. Это была первая в Великобритании песня, достигшая 1-й позиции в чартах, где использовался синтезатор Муга; в ней же был применен и стилофон Брайана Джарвиса, который также использован в фонограмме песни Дэвида Боуи «Space Oddity».
В 1985 Томас сыграл критически важную роль во взлёте к всемирной известности австралийской группы INXS. Клавишник и основной автор песен группы Эндрю Фаррисс (англ. Andrew Farriss) вспоминал: «Мы уже закончили альбом Listen Like Thieves, но Томас сказал нам, что в нём всё ещё нет „хита“. В эту ночь мы остались в студии, зная, что пройдет день — и у нас будет „тот самый хит“.»
Томас вспоминал, что он был обеспокоен тем, что сложившийся стандарт песен группы не был такого уровня, какого бы ему хотелось: «Тогда Эндрю принес три демозаписи — две законченных песни, а ещё он наиграл одну штуку, где был только рифф — динк, динк, динк-а-динк… и это было великолепно! Я подумал: „Давай-ка поработаем с этим.“ И мы пошли в студию и за пару дней этот кусочек превратился в песню, которая в конечном итоге и расколола их, — 'What You Need'.»
Томас помог певице Крисси Хайнд в начале её карьеры в звукозаписи, продюсируя первый альбом группы The Pretenders (с таким же названием); его работа над альбомом этой же группы 1984 года Learning to Crawl была столь высоко оценена, что в буклете к альбому он был назван «пятый Pretender».
Томас называет альбом группы Pulp Different Class одним из лучших, что были им сделаны, добавляя: «Я люблю работать с авторами. Это люди, которым я придаю большее значение в группе». Крис вспоминал, что его роль как продюсера несколько изменилась по сравнению с 1970-ми: «Главное, что вы хотите, чтобы это было „сырым“ (to be crude about it), а значит, интересным — а люди хотят сделать хитовую запись. И это означает, что я сижу там с ними, советую отрезать несколько тактов от этой части, или изменить этот рифф… ну и что-то в этом роде. Меня всегда интересует аккомпанемент и аранжировка. Конечно, и техническая сторона тоже интересна, но это уже ближе к концу работы. Я не хочу сказать, что я сижу там всё время, пока они что-то изменяют в песнях, вовсе нет. Как раз в бо́льшую часть времени мне особенно нечего сказать. Это одно из преимуществ работы с классными авторами.»

## Работы Криса Томаса
Альбомы, спродюсированные или смикшированные Крисом Томасом:
| Год  | Альбом                                          | Группа (артист)    |
| ---- | ----------------------------------------------- | ------------------ |
| 1968 | The Climax Chicago Blues Band                   | Climax Blues Band  |
|      | The Beatles (клавишные, сопродюсер)             | The Beatles        |
| 1969 | Climax Blues Band Plays On                      | Climax Blues Band  |
| 1970 | A Lot of Bottle                                 | Climax Blues Band  |
|      | Home                                            | Procol Harum       |
| 1971 | Tightly Knit                                    | Climax Blues Band  |
|      | Mick Abrahams                                   | Mick Abrahams      |
| 1972 | Some People Will Drink Anything                 | Christopher Milk   |
|      | At Last                                         | Mick Abrahams Band |
|      | The Dark Side of the Moon (микширование)        | Pink Floyd         |
|      | Son Of My Father (клавишные, синтезатор Муга)   | Chicory Tip        |
| 1973 | For Your Pleasure                               | Roxy Music         |
|      | Stranded                                        | Roxy Music         |
|      | Grand Hotel                                     | Procol Harum       |
|      | Paris 1919                                      | Кейл, Джон         |
|      | Ass                                             | Badfinger          |
| 1974 | Badfinger                                       | Badfinger          |
|      | Wish You Were Here                              | Badfinger          |
|      | Exotic Birds and Fruit                          | Procol Harum       |
|      | Kurofune (aka Black Ship)                       | Sadistic Mika Band |
|      | Country Life                                    | Roxy Music         |
| 1975 | Siren                                           | Roxy Music         |
| 1976 | Viva!                                           | Roxy Music         |
|      | Let's Stick Together                            | Брайан Ферри       |
|      | Full House                                      | Frankie Miller     |
| 1977 | Hurt                                            | Chris Spedding     |
|      | Never Mind the Bollocks, Here’s the Sex Pistols | Sex Pistols        |
| 1978 | Power in the Darkness                           | Tom Robinson Band  |
| 1979 | Back to the Egg                                 | Wings              |
| 1980 | Pretenders                                      | The Pretenders     |
|      | Empty Glass                                     | Пит Таунсенд       |
| 1981 | Pretenders II                                   | The Pretenders     |
|      | The Fox                                         | Элтон Джон         |
| 1982 | All the Best Cowboys Have Chinese Eyes          | Пит Таунсенд       |
|      | Jump Up!                                        | Элтон Джон         |
| 1983 | Too Low for Zero                                | Элтон Джон         |
| 1984 | Hysteria                                        | The Human League   |
|      | Learning to Crawl                               | The Pretenders     |
|      | Breaking Hearts                                 | Элтон Джон         |
| 1985 | Listen Like Thieves                             | INXS               |
|      | White City                                      | Пит Таунсенд       |
| 1987 | Kick                                            | INXS               |
| 1988 | Reg Strikes Back                                | Элтон Джон         |
|      | Live Nude Guitars                               | Брайан Сетцер      |
| 1989 | Sleeping With the Past                          | Элтон Джон         |
| 1990 | X                                               | INXS               |
| 1992 | The One                                         | Элтон Джон         |
| 1994 | Last of the Independents                        | The Pretenders     |
|      | The Lion King (саундтрек)                       |                    |
|      | Jewel                                           | Marcella Detroit   |
|      | The Division Bell (микширование)                | Pink Floyd         |
| 1995 | Different Class                                 | Pulp               |
| 1996 | Filthy Lucre Live                               | Sex Pistols        |
| 1997 | The Big Picture                                 | Элтон Джон         |
| 1998 | This Is Hardcore                                | Pulp               |
| 1999 | Run Devil Run                                   | Пол Маккартни      |
| 2001 | Or8?                                            | Hoggboy            |
| 2004 | How to Dismantle an Atomic Bomb                 | U2                 |
| 2006 | On an Island                                    | Дэвид Гилмор       |
|      | Razorlight                                      | Razorlight         |
| 2010 | Serotonin                                       | Mystery Jets       |
| 2013 | Snapshot                                        | The Strypes        |

## Награды
Крис Томас был удостоен премии Grammy дважды: в 1994 — за «Лучший альбом для детей» (саундтрек к анимационному фильму «Король Лев»); в 2005 — за «Альбом года» (альбом How to Dismantle an Atomic Bomb группы U2).
Также в 1991 получил премию BRIT Awards как «Лучший британский продюсер» (Best British Producer).(см. BRIT Awards 1991)